# Puissance spirituelle du verbe
Puissance spirituelle du verbe (in italiano Potere Spirituale del Verbo), in sigla PSV, è una organizzazione spirituale per l'Africa e il risveglio dell'uomo nero in generale, fondata il 23 febbraio 1980 da Bavua Ntinu André, e presente in quattro paesi africani.
È un ordine iniziatico che sostiene la purificazione spirituale di tutto ciò che esiste pulendo i corpi allo stesso tempo spirituale, astrale e fisico, attraverso l'uso del suono e della luce divina, attraverso codici e tecniche che consentono il contatto con qualsiasi entità esistente ; ma, secondo il suo iniziatore, manca da anni l'assenza di maestri spirituali e veri profeti nella razza nera, il che spiega il ritardo sperimentato dai neri e soprattutto la loro ignoranza della grandezza dell'universo, secondo lui.